# Танжер — Тетуан
Танжер — Тетуан (араб. طنجة تطوان; бербер. ⵜⴰⵏⵊⴰ-ⵜⵉⵟⵟⴰⵡⵉⵏ) — один із 16 колишніх регіонів Марокко. Існував на півночі країни у 1997—2015 роках. Адміністративний центр — Танжер.
Існував до Адміністративної реформи Марокко у вересні 2015 року. Після приєднання провінції Ель-Хосейма новий регіон має назву Танжер — Тетуан — Ель-Хосейма.

## Географія
На південному сході межував з колишнім регіоном Таза — Ель-Хосейма — Таунат, на півдні — з колишнім регіоном Гарб — Шрарда — Бені-Хсен, на заході омивався Атлантичним океаном, на півночі — Гібралтарською протокою, на північному сході — Середземним морем, також на північному сході мав кордон з іспанським напіванклавом Сеута.
| Марокко | Це незавершена стаття з географії Марокко. Ви можете допомогти проєкту, виправивши або дописавши її. |